# اگناسین
اگناسین (به ایتالیایی: Agnosine) یک سکونتگاه مسکونی در ایتالیا است که در استان برشا واقع شده‌است.

## خصوصیات
اگناسین ۱۳ کیلومترمربع مساحت و ۱٬۸۷۵ نفر جمعیت دارد و ۴۶۵ متر بالاتر از سطح دریا واقع شده‌است.